# Павло Ступка (персонаж)
Ядро́ (англ. Core), справжнє ім'я Павло́ Сту́пка (англ. Pavlo Stupka) — супергерой з коміксів американського видавництва DC Comics. Перша поява супергероя відбулася у коміксі Wildstorm 30th Anniversary Special #1 (січень 2023), його творцями стали Майк Гендерсон та Ед Бріссон.

## Історія публікації
Персонаж був вигаданий сценаристом Едом Бріссоном та художником Майком Гендерсоном та вперше був представлений читачам у коміксі Wildstorm 30th Anniversary Special #1 (січень 2023). Наступна поява відбулась у першому випуску другого тому Batman: The Brave and the Bold (травень 2023), а саме в розділі Stormwatch: Down With the Kings, Part 1 авторства Еда Бріссона та Джеффа Споукса.

## Вигадана біографія

### Передісторія
Павло Ступка є українцем, що отримав свої надприродні сили у 1986 році у зв'язку з катастрофою на Чорнобильській АЕС.

### Штормова варта
Павло обраний містером Боунсом для участі в команді Штормова варта, супергеройському загоні, що підпорядковується Організації Об'єднаних Націй, на випробувальній основі. Місією Штормової варти був напад на бункер Четвертого Рейху в місті Лінден, штат Пенсильванія, США, з ціллю отримати Двигун темряви. Під час виконання завдання Ядро вбиває Зеленого упиря, а далі він зі своєю командою успішно вилучають Двигун темряви, за яким вони були послані. У коміксі Batman: Brave and the Bold (том 2) #1 Штормову варту відправили на ще одне завдання, щоб знешкодити часову бомбу від корпорації «Чорна Діра», бо інакше весь світ помре від старості. Проте у героїв проблема, тому що стабілізувати не вдається, а єдиний варіант — підірвати. Доктор Гаскк, засланий вчений цієї організації згідний на це, але в будівлі багато полонених, що можуть померти. Команда зупиняє вченого, а Павло просто стрибає у поле, що згенерувала часова бомба, і знешкоджує її.

## Сили та здібності
Павло володіє низкою надзвичайних здібностей. Його старіння уповільнене: попри зовнішність шістнадцятирічного підлітка, насправді йому п’ятдесят два роки, а процес старіння зупинився після аварії на Чорнобильській АЕС. Він є своєрідним «живим» ядерним реактором, здатним генерувати ядерну енергію, спрямовувати її у вигляді вибухів та здійснювати її контрольовану проєкцію. Крім того, Павло має здатність до польоту, а також демонструє надлюдську силу й швидкість.

## Появи
- Wildstorm 30th Anniversary Special (том 1) #1
- Batman: The Brave and the Bold (том 2) #1-6